# Johann Jacob Baur (Politiker)
Johann Jacob Baur (* 20. April 1621 in Tübingen; † 22. Juni 1706 ebenda) war ein württembergischer Politiker, u. a. Bürgermeister von Tübingen und Landschaftsabgeordneter, sowie, Hofgerichtsassessor.

## Leben
Johann Jacob Baur war ein Sohn des späteren Syndikus in Reutlingen Johann Philipp Baur. Er studierte Jura in Tübingen. 1644 heiratete er Maria Christina Laux, eine Tochter des „Procurator stip.“ in Tübingen, Marx Laux. Nach ihrem frühen Tod heiratete er 1647 bereits zum zweiten Mal: Susanna Neuffer geb. Frisch (* 23. Februar 1618 in Tübingen; † 24. Februar 1694), eine Tochter des Hofgerichtsadvokaten in Tübingen sowie des Stadtschreibers in Herrenberg Salomon Frisch, sowie Witwe des Stadtschreibers von Tübingen Johann Ludwig Neuffer.
Seit 1651 saß Johann Jacob Baur im Gericht von Tübingen, ohne dass es sicher ist, dass er zu diesem Zeitpunkt diesem Gremium angehörte. Seit 1652 war er sicher Gerichtsverwandter, seit 1655 Landschaftsabgeordneter und Mitglied des Engeren Ausschusses der Landschaft. 1656 wurde er Bürgermeister von Tübingen.
Baur erfreute sich nicht nur des Ansehens in Tübingen, sondern auch beim Herzog Wilhelm Ludwig von Württemberg, denn am 1. Dezember 1674 befahl er dem Vogt, dem Bürgermeister und dem Gericht der Stadt Tübingen, dass der Bürgermeister Johann Jacob Baur als Angehöriger des Engen Ausschusses der Landschaft bzw. alle seine Nachfolger in diesem Amt von den Einquartierungs- und Fronlasten zu befreien seien.
Seit 1675 war Baur zusätzlich Hofgerichtsassessor und seit 1689 Spitalpfleger. Diese Ämter übte er – ähnlich wie die vier anderen – bis zu seinem Tod 1706 aus.
Baur war ferner Verfasser von einigen Schriften. Am 26. April 1687 überreichte er ein Exemplar seiner Sammlung Acta et compacta Tubingensia ... bei der Gerichtsversammlung der Stadt. Man beschloss daraufhin, den Band in „der Stadt Bibliothec“ zu verwahren und sich dem Bürgermeister mit einem Geschenk zu revanchieren.
Nach dem Tod seiner zweiten Frau, mit der er am längsten verheiratet war, hatte er nacheinander noch zwei weitere Frauen:
- 1695 heiratete er Anna Margarete Riepp geb. Osiander, eine Tochter des Dr. med. Johann Conrad Osiander in Marbach und Witwe des Landschaftseinnehmers Johann Reinhard Riepp;
- 1704 heiratete er Maria Christina Walliser geb. Stüber, Witwe des Gerichtsadvokaten in Esslingen Georg Walliser.[2]

Anlässlich seines Todes veröffentlichte die Universität Tübingen am 24. Juni 1706 ein Würdigungsblatt.

## Schriften
- 1687 Acta et compacta Tubingensia academico-oppidana
- Beschreibung des Landes ... (Universitätsbibliothek Tübingen)